# Tumeur de l'utérus
 (février 2014).
Si vous disposez d'ouvrages ou d'articles de référence ou si vous connaissez des sites web de qualité traitant du thème abordé ici, merci de compléter l'article en donnant les références utiles à sa vérifiabilité et en les liant à la section « Notes et références ».
 Mise en garde médicale
Une tumeur de l'utérus est une tumeur située sur ou dans l'utérus.
Ces tumeurs  peuvent être bénignes ou malignes, toucher le col utérin ou le corps de l'utérus.

## Types
- Cancer du col utérin
- Cancer de l'endomètre
- Tumeur conjonctive de l'utérus
  - Tumeur du stroma endométrial